# Partido Comunista (Valonia)
El Partido Comunista (PC) (en francés: Parti Communiste) es un partido político de Bélgica. Procede del Partido Comunista de Bélgica el cual a partir de 1989 se dividió en dos partidos de nuevo cuño según la división lingüística y administrativa de Bélgica entre Bruselas, Flandes y Valonia. En la actualidad la actividad del partido se circunscribe al ámbito francófono, es decir, las regiones de Bruselas y Valonia. El presidente del partido es Pierre Beauvois.

## Federaciones
Las federaciones del PC se distribuyen por dos de las tres regiones belgas. Una federación corresponde a la región de Bélgica. La región de Valonia se subdivide en siete federaciones: La del Centro (La Louviere), Tournai, Charleroi, Lieja, Ourthe-Ambleve, Huy y Borinage.

## Órgano de expresión
El PC publica Le Drapeau Rouge y Mouvements. Forma parte del Partido de la Izquierda Europea.